# NGC 4488
NGC 4488 este o galaxie lenticulară situată în constelația Fecioara. A fost descoperită în 28 decembrie 1785 de către William Herschel. Se află la o distanță de 16,5 megaparseci de Pământ.